# 白川英树
白川英树（日语：／ Shirakawa Hideki ?，1936年8月20日—），日本化学家，筑波大學名譽教授。日本學士院會員。文化勳章表彰。文化功勞者。
白川教授因有關導電聚合物的開創性貢獻，2000年與艾倫·黑格、艾倫·麥克德爾米德共同獲得诺贝尔化学奖。

## 早年生活與教育

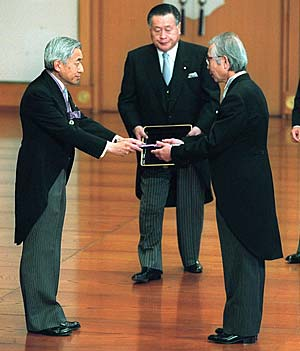
2000年11月3日，日本天皇明仁在皇居授予白川英树文化勳章（后方为日本时任首相森喜朗）

白川英樹於1936年在日本東京府出生於軍醫之家。幼時住在臺灣、滿洲國，以及生母的故鄉日本岐阜縣。1957年考入東京工業大學（東工大）就讀。1966年獲博士學位後留校任教，開展聚乙炔研究。1970年因一次意外的催化剂濃度錯誤，使他轉向研究反式聚乙炔薄膜。

## 職業生涯
1975年，白川向來訪東工大的艾倫·麥克德爾米德介紹其聚乙炔研究成果，後者遂邀請白川至美國共同研究。翌年，白川開始在賓州大學擔任博士後研究員，與麥克德爾米德、艾倫·黑格進行聚乙炔的電導率研究。1977年，他們發現用碘蒸氣摻雜可以提高聚乙炔的電導率，而以其他強氧化劑來部分氧化聚乙炔也有類似效果。這一系列的p型參雜的實驗證明，氧化產生的「雙極化子」及「孤立子」可使聚乙炔導電，成為實用的導電塑膠。
博士後研究結束後，白川返國進入筑波大學服務。1979年獲助教授職，1982年升為教授，1991年擔任筑大大学院理工学研究科長（至1993年3月），1994年擔任筑大第三学群長（至1997年3月）。2000年自筑大退休，轉任名譽教授。
導電塑膠的發現被廣泛應用於蓄电池、电磁屏蔽、防静电扩散、抗腐蚀、弹性塑料晶体管和电极、电致发光聚合物显示等各領域，白川等三人也因此於2000年獲得諾貝爾化學獎。他是日本獲得該獎項的第二人，也是首位沒有舊帝國大學學歷的日本人諾貝爾獎得主。多年來，白川多次表示，他不希望諾貝爾獎獲得太多大眾媒體（特別是日本媒體）的特別待遇。他希望諾貝爾獎以外的許多重要領域，也一樣能夠廣為人知。
2001年以降，他接受許多社會委任，包括内閣府綜合科学技術会議議員（至2003年3月）、日本UNESCO國內委員會委員、SONY教育財團理事、山田科學振興財團評議員、平成基礎科學財團評議員。

## 榮譽
- 1983年　高分子學會（日语：高分子学会）獎
- 2000年　高分子化学功績獎
- 2000年　諾貝爾化學獎
- 2000年　文化功勞者
- 2000年　文化勳章
- 2000年　筑波大学名譽教授
- 2001年　日本化學會特別彰顯
- 2006年　浙江大學名譽教授

## 主要著作
-{
- 『合成金属-ポリアセ・`レンからグラファイトまで-』、化学同人（日语：化学同人）、1980年。 ISBN 9784759806878
- 『導電性高分子から何がみえるか』（村上陽一郎との共著）、三田出版会、1990年。 ISBN 9784895830706
- 『化学に魅せられて』（岩波新書）、岩波書店、2001年。 ISBN 9784004307099
- 『私の歩んだ道 ノーベル化学賞の発想』（朝日選書）、朝日新聞社、2001年。 ISBN 9784022597700
- 『何を学ぶか： 作家の信条、科学者の思い』（大江健三郎 との共著、読売ぶっくれっと）、読売新聞社、2004年。 ISBN 9784643040081
- 『セレンディピティーを知っていますか』、畑田家住宅活用保存会、2006年。 ISBN 9784903247038}-

## 親族
早安少女组的吉澤瞳、奧運金牌選手高橋尚子是白川的親戚。

## 社會活動
2013年，為反對日本首相安倍晉三強推《特定秘密保護法》，由2名日本人諾貝爾獎得主－－白川英樹與益川敏英領銜，31名學者共同成立「反對特定秘密保護法案學者會議」。該組織聲明要求日本眾議院使《特定秘密保護法》即刻作廢：
「（該法案可）直接剝奪思想自由與新聞自由，向戰爭突進的姿態就像戰前的政府」
「基於知識與良知，反對敞開『秘密國家』・『軍事國家』道路的法案」

## 外部連結
- （日語）
- （日語）
- （日語）
- （日語）
- （日語）